# Slave af Danmark
Slave af Danmark er en dansk dramadokumentar, der sendes i fire dele i marts 2025 på DR1 og DRTV. Den omhandler Danmarks tid som kolonimagt, den danske slavehandel og slaveriet i plantagerne på de dansk-vestindiske øer sidst i 1700-tallet. Serien følger i kølvandet på tidligere DR-serier, der har belyst andre dele af Danmarks historie, og har både et dokumentarisk og et dramatiseret spor.
I dokumentarsporet optræder Nola Grace Gaardmand som undersøgende vært, der blandt andet besøger Sankt Croix og Ghana for at interviewe om slaveriet. I dramasporet følger man dels forskellige personer fra Danmarks største plantage- og slaveejer, familien Schimmelmann, og dels en af familiens slaver, Regina, og hendes søn Hans Jonatan.

## Baggrund
DR offentliggjorde i november 2023 planerne om tre kommende tv-serier, der skulle fokusere på forskellige dele af Danmarks historie for at "give ny viden, nuancer og perspektiv på Danmark og den verden vi er en del af i dag". De to første tv-serier var henholdsvis en dramadokumentar i tre dele om N.F.S. Grundtvig i maj 2024 og og seks udsendelser i tv-serien Velkommen til frontlinjen i september 2024 om den danske krigsdeltagelse de sidste 30 år på Balkan, i Irakkrigen og i krigen i Afghanistan. Slave af Danmark er den tredje serie, hvis tema er Danmarks kolonitid og specielt et af de mørkeste kapitler heri, nemlig den danske slavehandel og slaveriet på øerne i Dansk Vestindien. Formålet med dokumentaren skulle være at undersøge, hvad der egentlig skete, hvad Danmarks rolle i kolonitiden var, og hvordan slaverne på de dansk-vestindiske øer oplevede det, der skete.
Serien fik premiere kort efter DR's meget omdiskuterede dokumentar Grønlands hvide guld, der endte med at blive tilbagekaldt efter hård kritik af vinklingen. Slave af Danmark blev derfor også genstand for offentlig debat og kritik, inden det første program overhovedet var blevet sendt. Blandt andet var der kritik fra nogle politikere og intellektuelle af, at serien ved siden af det traditionelle slave brugte det nyere ord slavegjort, som de opfattede som aktivistisk. DR svarede, at man fulgte sprogbrugen hos de eksperter og historikere, man havde arbejdet med under udarbejdelsen af serien, hvor hovedparten anvendte udtrykket "slavegjort".

## Indhold
Serien fokuserer på slutningen af 1700-tallet, som var den mest intense periode i kolonitiden, hvor de største pengesummer blev tjent, og som samtidig blev begyndelsen på slaveriets afskaffelse. Serien har to spor, et dokumentarisk og et dramatiseret. I det første optræder Nola Grace Gaardmand som undersøgende vært og rejser både til Sankt Croix og til Ghana for at interviewe personer om slavehandlen og plantagerne. I dramasporet følger seerne to familier, dels familien Schimmelmann, der var Danmarks største plantage- og slaveejere, og dels en af familiens slaver, Regina, og hendes søn Hans Jonatan.

## Medvirkende
- Nola Grace Gaardmand - undersøgende vært på tv-serien
- Ross Mangal Khan - Regina
- Malaika Berenth Mosendane - Anna Maria, Reginas datter
- Mark David Gosse - Hans Jonatan, Reginas søn
- Marie-Lydie Melono Nokouda - Louisa
- JJ Paulo - Cicero, Samuels far
- Bjarne Henriksen - baron Heinrich Carl von Schimmelmann
- Gustav Giese - Ernst Schimmelmann, Heinrichs søn
- Fanny Leander Bornedal - Charlotte Schimmelmann, født Schubart
- Thure Lindhardt - Ludwig Schimmelmann, Heinrichs nevø og plantagebestyrer på Sankt Croix
- Sofie Torp - Henrietta Schimmelmann, Ludwigs kone

## Afsnit
1. "Vold i paradis" (sendt 2. marts 2025)
2. "En god forretning" (sendt 9. marts 2025)
3. "Adskillelsen" (sendt 16. marts 2025)
4. "Flugt og frihed" (sendt 23. marts 2025)

## Anmeldelser

### Afsnit 1
Dagbladet Information mente i sin anmeldelse af seriens første afsnit, at dens dramadel var mere intens og overbevisende, end hvad der var normalt for genren, mens dokumentardelen virkede lødig. Berlingskes anmelder mente, at DR var sluppet tåleligt fra en omdiskuteret udsendelse, som næsten med garanti ville blive kritiseret, uanset hvordan resultatet blev. Anmelderen roste Nola Grace Gaardmands rolle som fortæller samt det nøgterne og interessante dokumentarspor og mente, at Ross Mangal Khan var et fund i rollen som husslaven Regina, men at scenografien ikke var helt på højde, og blandingen af drama og dokumentar ikke fungerede tilstrækkelig helstøbt. I Filmmagasinet Ekko mente anmelderen Kristian Ditlev Jensen om første afsnit, at tv-dramaet var halvsløjt, og at DR havde sat sig mellem to stole, så udsendelsen hverken blev en grundig dokumentar eller en helstøbt dramaserie.

### Afsnit 2
Filmmagasinet Ekko havde på forhånd besluttet, at de ville anmelde alle seriens fire afsnit med nye anmeldere med vidt forskellig baggrund hver gang, fordi udsendelser med et kontroversielt emne som "Slave af Danmark" ifølge magasinets chefredaktør blev oplevet meget forskelligt, afhængigt af hvilke øjne der ser. Anmelderen af afsnit 2, den færøske historiker Kjartan Hansen, roste serien og kaldte blandingen af fakta og fiktion et effektivt greb, som gjorde historien mere klar og forståelig for seerne. Samtidig roste han skuespilpræstationerne.

### Afsnit 3
Filmmagasinet Ekkos anmeldelse af afsnit 3 gav afsnittet topkarakter (6 stjerner). Anmelderen, den bosniskfødte danske kolonialismeforsker Emina Hanic, mente, at serien var forbilledlig, fordi den rådede bod på et kollektivt hukommelsestab og udfordrede "Danmarks selvopfattelse som moralsk overlegen". Især skildringen af forholdet mellem adelsfruen Henrietta og hendes slave Regina i København opfattede hun som en genistreg.

### Afsnit 4
Filmmagasinet Ekkos anmeldelse af afsnit 4 gav fire stjerner. Anmelderen denne gang var forfatteren Rikke Namunyak Marott, der roste en række forhold i drama- og dokumentardelene hver for sig, men var kritisk overfor, hvordan samspillet mellem dem fungerede. I Politiken tildelte Henrik Palle hele serien en samlet bedømmelse på tre hjerter ud af seks og mente, at den var moderat underholdende, men ikke synderligt oplysende og kun delvist dramatisk vellykket.

## Beslægtede udsendelser
Slave af Danmark er hovedserien i et tema på DR med navnet "Kolonimagt Danmark", der også omfatter en række andre aktiviteter:
- Gymnasietur i Danmark med redaktionen bag udsendelsen
- Tilstedeværelse på Historiske Dage i Øksnehallen i København
- Koncerter med bl.a. DR Big Band og JJ Paulo flere steder i landet
- Bakspejl sender to korte lydserier med salget af de dansk-vestindiske øer som omdrejningspunkt
- Forbrydelsens Anatomi: Mordet i sukkerplantagen - fire afsnit i DR Lyd om straffefangen Hezekiah Smith og hans historie
- De Lovløse - fire afsnit i DR Lyd om Hans Jonatan, der blev født som slavegjort i Caribien, havde et dramatisk liv og endte sit liv som en fri mand i Island
- Forsvundne Arvinger Special: Mysteriet om Slaveskibene i tre afsnit på DRTV og DR1
- Farver fra Fortiden i to afsnit på DRTV tager udgangspunkt i en samling malerier, der fortæller om Danmark som kolonimagt
- P3 Essensen besøger nutidens Jomfruøer for at finde spor fra fortidens danske kolonimagt